# Молукско море
Молукско море (на английски: Molucca Sea; на индонезийски: Laut Maluku) е междуостровно море на Тихия океан, разположено в североизточната част на Малайския архипелаг, на територията на Индонезия. Според данните на Международната хидрографска организация границите на морето са следните:
- на запад – бреговете на остров Сулавеси, в т.ч. северния полуостров Манахаса;
- на северозапад и север границата с море Сулавеси преминава през островите Сангихе и протоците между тях;
- на североизток границата с Филипинско море преминава през островите Талауд, протоците между тях и широкия проток между тях и остров Халмахера;
- на изток – западните брегове на остров Халмахера;
- на югоизток границата с море Серам през протока Оби, островите Оби и протока западно от тях;
- на юг границата с море Банда преминава през островите Сула и Бангай и протоците между тях (Чапалулу, Пеленг и др.).[1]

Дължина от запад на изток 1400 km, ширина от 90 до 630 km, площ 291 хил. km2, максимална дълбочина 4810 m в югоизточната му част. Бреговете му са предимно планински, стръмни, силно разчленени. На запад е големия залив Томини. Най-големи острови: Бачан, Касирута, Тернате и др. (в източната му част), островите Тогиан в залива Томини. Температура на водата на повърхността 27 – 28 °C. Соленост 34‰. Приливите са неправилни, полуденонощни с височина до 1,4 m. Молукско море е силно сеизмично активна зона, поради Молукската тектонска плоча. Основни пристанища: Тернате, Горонтало, Битунг и др.
В миналото, португалци, холандци, британци и испанци се сражават помежду си за контрол над Молукските острови (наричани също Острови на подправките), които са достъпни най-вече през Молукско море. Първоначално са заселени от португалците през 1512 г. През 1942 – 1945 г. контрол над морето упражнява Японската империя.